# Braunsapis mixta
Braunsapis mixta är en biart som först beskrevs av Smith 1852.  Braunsapis mixta ingår i släktet Braunsapis och familjen långtungebin. Inga underarter finns listade.